# Hemidoras
Hemidoras — рід прісноводних риб з родини Бронякові ряду сомоподібних. Має 2 види.

## Опис
Загальна довжина представників цього роду коливається від 12,5 до 14 см. Голова витягнута, слабко сплощена. Очі маленькі. Є 3 пари дуже коротких вусиків біля морди. Тулуб стрункий, витягнутий. Спинний плавець високий, з 3 м'яким променями, перший жорсткий. Грудні плавці широкі, але короткі. Черевні плавці дуже маленькі. Жировий плавець крихітний. Анальний плавець дещо більше жирового плавця. Хвостовий плавець добре розвинений, сильно розрізано.
Забарвлення сріблясте. Види різняться за забарвлення спини та плавців — більш контрастне, темне.

## Спосіб життя
Біологія погано вивчена. Воліють до прісної води. Можуть утворювати невеличкі косяки. Активні вночі. Вдень ховаються в укриттях біля дна. Живляться дрібними водними безхребетними.

## Розповсюдження
Поширені в басейні річки Амазонка.

## Види
- Hemidoras boulengeri
- Hemidoras morei
- Hemidoras morrisi
- Hemidoras stenopeltis
- Hemidoras stuebelii